# A-riksdagen 1914
A-riksdagen 1914 ägde rum i Stockholm.
Riksdagens kamrar sammanträdde i riksdagshuset den 15 januari 1914. Riksdagsarbetet inleddes ceremoniellt genom riksdagens högtidliga öppnande i rikssalen på Stockholms slott.  Riksdagen avslutades den 5 mars 1914.